# Niardo
Niardo là một đô thị trong tỉnh Brescia thuộc vùng Lombardia, Ý. Đô thị này có 22 diện tích km², dân số 1835 người. Các đô thị giáp ranh gồm: 
Braone, Breno, Brescia, Losine, Prestine